# 吉妮西丝·佩雷斯
吉妮西丝·希安娜·佩雷斯·沃森（西班牙語：Génesis Gianna Pérez Watson；2005年5月4日—），哥斯达黎加女子足球运动员，司职守门员，目前效力于UCF Knights和哥斯达黎加国家女子足球队。她曾代表哥斯达黎加参加2023年国际足联女子世界杯。